# Назаров, Владимир Николаевич
Влади́мир Никола́евич Наза́ров (род. 20 января 1952, Богородицк, Тульская область, СССР) — советский и российский философ, религиовед и культуролог, специалист по этике. Доктор философских наук, профессор. Руководитель (совместно с Е. Д. Мелешко) научной школы «История религиозно-этических учений в России».

## Биография
Родился 20 января 1952 в Богородицке Тульской области.
В 1975 году окончил философский факультет МГУ имени М. В. Ломоносова.
В 1978 году окончил аспирантуру философского факультета МГУ имени М. В. Ломоносова и защитил диссертацию на соискание учёной степени кандидата философских наук по теме «Моральная прогностика: история и современное состояние проблемы».
С 1978 года преподаёт в Тульском государственном педагогическом университете имени Л. Н. Толстого. Профессор кафедры философии и культурологии факультета искусств, социальных и гуманитарных наук ТГПУ имени Л. Н. Толстого.
В 1993 году окончил докторантуру философского факультета МГУ имени М. В. Ломоносова и защитил диссертацию на соискание учёной степени доктора философских наук по теме «Феноменология мудрости: образы мудреца в истории культуры».
С 2002 по 2008 год — заведующий кафедрой теологии, религиоведения и прикладной этики факультета искусств, социальных и гуманитарных наук ТГПУ имени Л. Н. Толстого.
В 2002—2012 годах — бессменный председатель объединённого Диссертационного совета ДМ 212. 270.02 по защите кандидатских и докторских диссертаций ТГПУ имени Л. Н. Толстого, где было защищено свыше 100 диссертационных работ.
Области научных интересов — история и теория этики, история русской философии и этики, философии культуры, теория эзотерических учений
Член экспертного совета ВАК МОиН РФ по философии, социологии и культурологии.
Член Экспертного совета по проведению государственной религиоведческой экспертизы при Управлении Министерства юстиции Российской Федерации по Тульской области.
Заместитель главного редактора электронного научного журнала «Гуманитарные ведомости ТГПУ имени Л. Н. Толстого».
Автор и соавтор 100 работ.
Под научным руководством защищено 15 кандидатских и 3 докторских диссертации.
Автор и исполнитель песен на слова поэтов Н.Гумилёва, И. Анненского, О. Мандельштама и др.
Творческая и научная деятельность В. Н. Назарова представлена на его персональном сайте http://vladimirnazarov.wix.com/vladimirnazarov

## Научная деятельность
В. Н. Назаров в своих ранних работах исследовал вопрос морального предвидения в соотношении с различными культурно-историческими формами предвосхищения будущего: пророчеством, утопией, научной фантастикой. После 1985 года следующие исследования связаны с систематизацией этического знания на основе моральной афористики и обоснованием категории мудрости как изначального целостного духовно-практического вида знания, определяющего связь этики со всеми областями духовной культуры. Феномен мудрости рассматривается в единстве трех сторон: мистической, плутовской и этической. Анализ культурно-исторических типов мудрости проводится на обширном материале жизнеописаний мудрецов мира.
С середины 90-х годов В. Н. Назаровым исследуется проблема философии «цельного знания», и разрабатывается модель"систематической философии, как в её фундаментальном, так и прикладном, учебно-препедевтическом варианте. С начала 2000 годов исследовательский интерес перемещается в область теологии культуры и университетской теологии в России, в связи с введением теологии в систему высшего светского образования. В. Н. Назаров становится заведующим кафедрой теологии и религиоведения. Особенно важным в этот период явилась организация и проведение международной конференции, посвященной 200-летию со дня рождения А. С. Хомякова (2004 г.), итогом которой стал юбилейный сборник «Духовное наследие А. С. Хомякова: Теология. Философия. Этика», ответственным редактором которого являлся В. Н. Назаров. В это же время В. Н. Назаровым создаются и читаются учебные курсы по религиозной философии и религиозной этике, на основе авторского понимания религиозной философии как «интеллектуальной любви к Богу» (Amor Dei Intellectualis), и религиозной этики как «нормативной трансрегуляции».
С середины 2000 годов В. Н. Назаров разрабатывает проблемы этического образования в России и истории русской этики в целом, результатом чего стало создание модели «интегральной этики» как концептуальной основы единства фундаментальной, прикладной и профессиональной этики. В этот же период В. Н. Назаров проводит полевые и теоретические исследования по истории эзотерических учений и феномену эзотерического знания. Результаты этих исследований отражены в работах «Загадки Русского Междуречья» (в соавт. с В. Н. Деминым и В. Ф. Аристовым) (М:Вече, 2008) и «Введение вэзотерику» (М:Гардарики, 2008).
После 2010 года основные научные интересы В. Н. Назарова связаны с исследованием феномена постнеклассической (неаристотелевской) этики на материалах исследования русскоязычной лексикографии порока и реконструкции исторических типов этики порока как криптокультурной ценностной доминанты.

## Награды
- Лауреат Российского гуманитарного научного фонда (2005)

## Научные труды

### Монографии и учебные пособия
- Назаров В. Н., Сидоров Г. П. Разум сердца: мир нравственности в высказываниях и афоризмах. — М.:Политиздат, 1989. — 610 с. ISBN 5-250-00354-0;
- Назаров В. Н. Феноменология мудрости : Образы мудреца в истории культуры : Нравственно-философское исследование / В. Н. Назаров. — Тула: Изд-во ТГПИ им. Л. Н. Толстого, 1993. — 332 с.;
- Назаров В. Н., Мелешко Е. Д. Этика : словарь афоризмов и изречений. — М. : Аспект Пресс, 1995. — 335 с. — (Программа «Обновление гуманитарного образования в России») ISBN 5-86318-111-7
- Назаров В. Н. Систематическая философия в вопросах и ответах: Опыт философской пропедевтики. — Тула: Изд-во Тул. гос. пед. ун-та им. Л. Н. Толстого, 1999.
- Назаров В. Н. Философия в вопросах и ответах. Учебное пособие. — М.: Гардарики, 2004. — 320 с.
- Назаров В. Н. Введение в теологию русской культуры: учебное пособие для вузов. — Тула, 2003. — 269 с. (Гриф МО РФ);
- Назаров В. Н. Введение в теологию: учебное пособие. — М.: Гардарики, 2004. — 330 с. (гриф МО);
- Назаров В. Н. Этическое образование в России (история и современность): Монография. — Тула: Изд-во Тул. гос. пед. ун-та им. Л. Н. Толстого, 2004. — 88 с. (в соавт.)
- Назаров В. Н. Прикладная этика: Учебник. — М.: Гардарики, 2005. — 302 с. ISBN 5-8297-0242-8 (гриф УМО по образованию в области инновационных образовательных программ), (диплом в номинации «Лучшее учебное издание по гуманитарным наукам» III-го Общероссийского конкурса учебных изданий для высших учебных заведений «Университетская книга-2006»);
- Назаров В. Н. История русской этики: учебное пособие для студентов вузов. — М.: Гардарики, 2006. — 319 с. (гриф УМО по образованию в области инновационных образовательных программ);
- Назаров В. Н. Введение в эзотерику: учебник. — М.: Гардарики, 2008. — 303 с. (гриф УМО по образованию в области инновационных образовательных программ);
- Назаров В. Н. Этика и аксиология в религии: электронное пособие (в соавт). — СПб., 2008. (Гриф УМО по образованию в области междисциплинарных образовательных программ). Программа «Культура ислама».
- Назаров В. Н. Этика ислама: электронное пособие (в соавт). — СПб., 2008. (Гриф УМО по образованию в области междисциплинарных образовательных программ). Программа «Культура ислама».
- Назаров В. Н. Основы философии: электронное пособие (в соавт).
- Назаров В. Н. Философия в вопросах и ответах: Учебное пособие. — 3-е изд., перераб. — Тула: Изд-во Тул. гос. пед. ун-та им. Л. Н. Толстого, 2012. — 334 с.
- Назаров В. Н. Загадки русского междуречья. М.: Вече, 2008 (в соавторстве)

### Новая философская энциклопедия
- Назаров В. Н. «Живая этика» // Новая философская энциклопедия: в 4 т / Ин-т философии РАН; Нац. обществ.-науч. фонд; Предс. научно-ред. совета В. С. Стёпин. — 2-е изд., испр. и допол. — М.: Мысль, 2010. — ISBN 978-5-244-01115-9.
- Назаров В. Н. Оправдание добра // Новая философская энциклопедия: в 4 т / Ин-т философии РАН; Нац. обществ.-науч. фонд; Предс. научно-ред. совета В. С. Стёпин. — 2-е изд., испр. и допол. — М.: Мысль, 2010. — ISBN 978-5-244-01115-9.
- Назаров В. Н. Мудрость // Новая философская энциклопедия: в 4 т / Ин-т философии РАН; Нац. обществ.-науч. фонд; Предс. научно-ред. совета В.С. Стёпин. — 2-е изд., испр. и допол. — М.: Мысль, 2010. — ISBN 978-5-244-01115-9

### Философия: Энциклопедический словарь
- Назаров В. Н. Мистика // Философия: Энциклопедический словарь / Под. ред. А. А. Ивина. — М.: Гардарики, 2004.
- Назаров В. Н. Мудрость // Философия: Энциклопедический словарь / Под. ред. А. А. Ивина. — М.: Гардарики, 2004.
- Назаров В. Н. Нравственное богословие // Философия: Энциклопедический словарь / Под. ред. А. А. Ивина. — М.: Гардарики, 2004.

### Этика: энциклопедический словарь
- Назаров В. Н. Аскетизм // Этика: энциклопедический словарь / Под. ред. Р. Г. Апресяна и А. А. Гусейнова. — М.: Гардарики, 2001. — С. 26-29.
- Назаров В. Н., Митько А. Е. Благодать // Этика: энциклопедический словарь / Под. ред. Р. Г. Апресяна и А. А. Гусейнова. — М.: Гардарики, 2001. — С. 43-44.
- Назаров В. Н. Богословие нравственное // Этика: энциклопедический словарь / Под. ред. Р. Г. Апресяна и А. А. Гусейнова. — М.: Гардарики, 2001. — С. 54-56.
- Назаров В. Н. «Добро в учении графа Толстого…» // Этика: энциклопедический словарь / Под. ред. Р. Г. Апресяна и А. А. Гусейнова. — М.: Гардарики, 2001. — С. 115—116.
- Назаров В. Н. Живая этика // Этика: энциклопедический словарь / Под. ред. Р. Г. Апресяна и А. А. Гусейнова. — М.: Гардарики, 2001. — С. 138—139.
- Назаров В. Н. Мистика // Этика: энциклопедический словарь / Под. ред. Р. Г. Апресяна и А. А. Гусейнова. — М.: Гардарики, 2001. — С. 265—266.
- Назаров В. Н. Мудрость // Этика: энциклопедический словарь / Под. ред. Р. Г. Апресяна и А. А. Гусейнова. — М.: Гардарики, 2001. — С. 284—285.
- Назаров В. Н. «Научная этика» // Этика: энциклопедический словарь / Под. ред. Р. Г. Апресяна и А. А. Гусейнова. — М.: Гардарики, 2001. — С. 306.
- Назаров В. Н. «О добре и зле» // Этика: энциклопедический словарь / Под. ред. Р. Г. Апресяна и А. А. Гусейнова. — М.: Гардарики, 2001. — С. 330—331.
- Назаров В. Н. «О назначении человека» // Этика: энциклопедический словарь / Под. ред. Р. Г. Апресяна и А. А. Гусейнова. — М.: Гардарики, 2001. — С. 331—332.
- Назаров В. Н. «Оправдание добра» // Этика: энциклопедический словарь / Под. ред. Р. Г. Апресяна и А. А. Гусейнова. — М.: Гардарики, 2001. — С. 333—335.
- Назаров В. Н. Познай самого себя // Этика: энциклопедический словарь / Под. ред. Р. Г. Апресяна и А. А. Гусейнова. — М.: Гардарики, 2001. — С. 356—357.
- Назаров В. Н. «Поющее сердце» // Этика: энциклопедический словарь / Под. ред. Р. Г. Апресяна и А. А. Гусейнова. — М.: Гардарики, 2001. — С. 374—375.
- Назаров В. Н. «Свет во тьме» // Этика: энциклопедический словарь / Под. ред. Р. Г. Апресяна и А. А. Гусейнова. — М.: Гардарики, 2001. — С. 420—421.
- Назаров В. Н. Святость // Этика: энциклопедический словарь / Под. ред. Р. Г. Апресяна и А. А. Гусейнова. — М.: Гардарики, 2001. — С. 430—431.
- Назаров В. Н. Старчество // Этика: энциклопедический словарь / Под. ред. Р. Г. Апресяна и А. А. Гусейнова. — М.: Гардарики, 2001. — С. 470—472.
- Назаров В. Н. «Супраморализм, или Всеобщий синтез» // Этика: энциклопедический словарь / Под. ред. Р. Г. Апресяна и А. А. Гусейнова. — М.: Гардарики, 2001. — С. 482—483.
- Назаров В. Н. «Теоретические основы сознательной нравственной жизни» // Этика: энциклопедический словарь / Под. ред. Р. Г. Апресяна и А. А. Гусейнова. — М.: Гардарики, 2001. — С. 490—491.
- Назаров В. Н. «Условия абсолютного добра» // Этика: энциклопедический словарь / Под. ред. Р. Г. Апресяна и А. А. Гусейнова. — М.: Гардарики, 2001. — С. 506—507.
- Назаров В. Н. Этика в России // Этика: энциклопедический словарь / Под. ред. Р. Г. Апресяна и А. А. Гусейнова. — М.: Гардарики, 2001. — С. 586—589.
- Назаров В. Н. «Этика преображенного эроса» // Этика: энциклопедический словарь / Под. ред. Р. Г. Апресяна и А. А. Гусейнова. — М.: Гардарики, 2001. — С. 595—596.
- Назаров В. Н. «Этика. Происхождение и развитие нравственности» // Этика: энциклопедический словарь / Под. ред. Р. Г. Апресяна и А. А. Гусейнова. — М.: Гардарики, 2001. — С. 596—597.
- Назаров В. Н. Юродство // Этика: энциклопедический словарь / Под. ред. Р. Г. Апресяна и А. А. Гусейнова. — М.: Гардарики, 2001. — С. 602—603.

### Статьи
- Назаров В. Н. Проблемы моральной прогностики // Философские науки. — 1978. — № 3;
- Назаров В. Н. Утопия и моральная прогностика // Вестник МГУ. Сер. «Философия». — 1978. — № 6;
- Назаров В. Н. Моральное предвидение // Моральный выбор. — М., 1980;
- Назаров В. Н. Природа морального предвосхищения // Вопросы философии. — 1983. — № 3;
- Назаров В. Н. Мораль как объект прогнозирования // Философские науки. — 1985. — № 4;
- Назаров В. Н. «Каждый из нас в глубине своей есть София». Предисловие к работе Л. П. Карсавина «София земная и горняя» // Вопросы философии. — 1991. — № 9;
- Назаров В. Н. Нравственная мудрость как творчество жизни // Философские науки. — 1991. — № 11;
- Назаров В. Н. Раздел 8 «Россия» // История этических учений: учебник / под ред. А. А. Гусейнова. — М.: Гардарики, 2003. — С. 771—895. — 911 с. (гриф МО)
- Назаров В. Н., Мелешко Е. Д. Этическое образование в России: проект «интегральной» этики // Вестник Российского гуманитарного научного фонда. — 2005. — № 3 (40). — С. 98 — 107.
- Назаров В. Н., Мелешко Е. Д. Инновационные проекты этического образования в российской высшей школе // Образование в созданию современной действительности. Возможности и ограничения / под ред. Эвы Ягелло, Малгожаты Висьневской. — Том 1. — Седльце, 2013. — С. 188—192. (международный сборник, г. Седльце, Польша).
- Назаров В. Н. Религиозная этика как нормативная трансрегуляция // Научные ведомости БелГУ. — Серия «Философия. Социология. Право». — Белгород: Изд-во БелГУ, 2013. — № 9 (152). — Вып. 24. — С. 369—375 (из перечня ВАК).
- Назаров В. Н. Метафора непонимания: Л. Н. Толстой и Русская Церковь в современном мире // Вопросы философии, 1991, № 8.
- Назаров В. Н. Загадочный Лев Тихомиров (Предисловие к публикации писем Л. А. Тихомирова к М. В. Лодыженскому о мистике // Вопросы философии, 1992, № 5
- Назаров В. Н. Этика магов: этюд о неогуманизме // Начала, 1991, № 1.
- Назаров В. Н. Нравственно-богословские искания С. Н. Булгакова: идея богочеловеческой этики // Русское богословие в европейском контексте. М.: Библейско-богословский институт св. апостола Андрея, 2006.
- Назаров В. Н. Обоснование соборной этики в богословии А. С. Хомякова // Философская этика и нравственное богословие. М.: Институт философии РАН, 2003.
- Назаров В. Н. Опыт хронологии русской этики XX века: первый период (1900—1922) // Этическая мысль: Ежегодник. — М.: Инс. Фил. РАН, 2000. С. 107—131.
- Назаров В. Н. Опыт хронологии русской этики XX века: второй период (1923—1959) // Этическая мысль. Вып. 2. — М.: Инс. Фил. РАН, 2001. С. 169—191.
- Назаров В. Н. Опыт хронологии русской этики XX века: третий период (1960—1990) // Этическая мысль. Вып. 4. — М.: Инс. Фил. РАН, 2003. С. 179—198.
- Назаров В. Н. Моральный ресентимент как симптом современной квазитолерантности // Научные ведомости БелГУ. Серия «Философия. Социология. Право». Белгород, 2011. — № 8 (103). — Вып. 16. — С. 310—317.
- Назаров В. Н. Неизвестная русская этика (идеи к развитию и обновлению современной этической мысли) // Философия морали. Тоска по русскому аристократизму: материалы международного этико-философского семинара им. Андрея Платонова. М.: Наука, 2012. С. 279—285.